# Lyndon Cooper
Lyndon Cooper est un président de l’Union caribéenne de football et de la Fédération de Sainte-Lucie de football.

## Biographie
En 2011, Lyndon Cooper est élu président de la Fédération de Sainte-Lucie de football,. En 2015, Lyndon Cooper est réélu président jusqu’en 2019. Il est réélu président le 4 mai 2019. Il est réélu en 2023.
En mars 2025, il est élu président de l’Union caribéenne de football,,.